# Mistrovství České republiky v orientačním běhu sprintových štafet
Mistrovství České republiky v orientačním běhu smíšených sprintových štafet je pořádáno každoročně od roku 2014, kdy byla tato soutěž zařazena na mistrovství světa. Jde o velmi mladou disciplínu tohoto sportu a podobně jako individuální sprint se zpravidla běhá v centrech měst, na jejich sídlištích, v parcích a přilehlých lesích. Vznik této disciplíny podnítil divácký úspěch individuálních sprintů a jejich popularita v jiných sportech (např. biatlon).
Jedná se o jednorázový štafetový závod smíšených čtyřčlenných týmů a je vypasán pro kategorie DH21 - dospělí a DH18 - dorost, přičemž na 1. a 4. úseku musí běžet žena. Součástí závodu je Veteraniáda ČR.
Specifikum štafet v orientačním běhu je rozdělovací metoda tratí, kdy v zájmu regulérnosti je používána taková rozdělovací metoda, která umožňuje vytvořit co nejvíce variant tratí tak, aby měl každý závodník pokud možno jedinečnou kombinaci pořadí kontrol na trati, ale zároveň všechny štafety v dané kategorii měly výslednou celkovou délku trati shodnou. Tyto rozdělovací metody jsou původem ze Skandinávie, především ze Švédska a nejpoužívanější metoda je Farsta.

## Přehled závodů MČR sprintových štafet
| Mistrovství České republiky | Mistrovství České republiky | Mistrovství České republiky | Mistrovství České republiky    | Mistrovství České republiky | Mistrovství České republiky | Mistrovství České republiky | Mistrovství České republiky     | Mistrovství České republiky | Mistrovství České republiky | Mistrovství České republiky |
| Ročník                      | Datum závodu                | Pořadatel                   | Místo konání                   | Název mapy                  | Ředitel                     | Hlavní rozhodčí             | Stavitelé tratí                 | Web závodu                  | DB ORIS                     | Poznámka                    |
| --------------------------- | --------------------------- | --------------------------- | ------------------------------ | --------------------------- | --------------------------- | --------------------------- | ------------------------------- | --------------------------- | --------------------------- | --------------------------- |
| MČR 2014                    | 14. 9. 2014                 | OK Slavia Hradec Králové    | Smiřice • aréna                | Město Smiřice               | Hana Teplá                  | Michal Jedlička             | Eduard Šmehlík                  | www                         | 2289                        |                             |
| MČR 2015                    | 24. 5. 2015                 | Magnus Orienteering         | Valašské Meziříčí • aréna      | Křižná                      | David Aleš                  | Roman Zbranek               | David Aleš                      | www                         | 2698                        |                             |
| MČR 2016                    | 8. 5. 2016                  | OOB TJ Slovan Luhačovice    | Uherský Brod • aréna           | Máj                         | Vít Kunčar                  | Libor Slezák                | Marek Cahel                     | www[nedostupný zdroj]       | 3083                        |                             |
| MČR 2017                    | 6. 5. 2017                  | SK Žabovřesky Brno          | Brno • aréna                   | Špilberk                    | Libor Zřídkaveselý          | Miroslav Hlava              | Jan Drábek                      | www                         | 3542                        |                             |
| MČR 2018                    | 28. 9. 2018                 | SKOB Zlín                   | Zlín - Jižní Svahy • aréna     | Zlín, Jižní Svahy           | Tomáš Podmolík              | Monika Krejčíková           | Petr Pernička                   | www                         | 3914                        |                             |
| MČR 2019                    | 19. 5. 2019                 | OK Lokomotiva Pardubice     | Pardubice • aréna              | Polabiny 3                  | Karel Haas                  | Petr Klimpl                 | Zuzana Klimplová, Lukáš Hovorka | www                         | 3977                        |                             |
| MČR 2020                    | 6. 9. 2020                  | OK Lokomotiva Pardubice     | Pardubice - Ohrazenice • aréna | Ohrazenice                  | Kamil Pipek                 | Zuzana Klimplová            | Lukáš Hovorka, Petr Zvěřina     | www                         | 5954                        |                             |
| MČR 2021                    | 23. 5. 2021                 | SK SKI-OB Šternberk         | Litovel • aréna                | Litovel                     | Jan Skoupý                  | Miroslav Hlava              | Petr Skyva                      | www                         | 5182                        |                             |
| MČR 2022                    | 15. 5. 2022                 | OB Kotlářka, Tretra Praha   | Praha - Stodůlky • aréna       | O Chlup                     | Dominika Plochová           | Marie Pospíšilová           | Radim Hošek                     | www                         | 5799                        |                             |
| MČR 2023                    | 1. 10. 2023                 | Orientační běh Opava        | Opava • aréna                  | PNO a SNO                   | Jana Kostková               | Luděk Valík                 | Miroslav Hadač                  | www                         | 7282                        |                             |
| MČR 2024                    | 19. 5. 2024                 | TJ Spartak 1. Brněnská      | Moravské Budějovice • aréna    | Moravské Budějovice         | Kamil Komenda               | Jiří Otrusina               | Libor Zřídkaveselý              | www                         | 7608                        |                             |

## Přehled medailistů MČR sprintových štafet
| Rok      | Pořadatel, místo                             | Zlato                                                                                     | Stříbro                                                                                     | Bronz                                                                                     |
| -------- | -------------------------------------------- | ----------------------------------------------------------------------------------------- | ------------------------------------------------------------------------------------------- | ----------------------------------------------------------------------------------------- |
| MČR 2014 | Slavia Hradec Králové, Smiřice               | SK Praga Martina Tichovská Jan Šedivý Martina Spurná Jan Procházka                        | SK Žabovřesky Brno Eva Kabáthová Adam Chloupek Adéla Indráková Miloš Nykodým                | OK 99 Hradec Králové Daniela Čepová Petr Losman Denisa Kosová Jakub Kamenický             |
| MČR 2015 | Magnus Orienteering, Valašské Meziříčí       | SK Praga Martina Matějů Jan Flašar Martina Tichovská Jan Procházka                        | SK Žabovřesky Brno Eva Kabáthová Adam Chloupek Adéla Indráková Miloš Nykodým                | OK 99 Hradec Králové Monika Topinková Jan Petržela Denisa Kosová Jakub Kamenický          |
| MČR 2016 | TJ Slovan Luhačovice, Uherský Brod           | OK 99 Hradec Králové Monika Topinková Baptiste Rollier Denisa Kosová Jan Petržela         | SK Žabovřesky Brno Adéla Indráková Daniel Hájek Eva Kabáthová Miloš Nykodým                 | Lokomotiva Pardubice Marta Fenclová David Procházka Jana Knapová Matěj Kamenický          |
| MČR 2017 | SK Žabovřesky Brno, Brno                     | OK 99 Hradec Králové Daniela Čepová Daniel Vandas Jan Petržela Monika Rollier             | SK Žabovřesky Brno Magdaléna Tužilová Otakar Hirš Pavel Brlica Adéla Indráková              | Lokomotiva Pardubice Petra Hančová Tomáš Kubelka Matěj Kamenický Jana Knapová             |
| MČR 2018 | SKOB Zlín, Zlín                              | SK Severka Šumperk Anna Štičková Martin Poklop Vojtěch Král Tereza Janošíková             | Lokomotiva Pardubice Lenka Knapová Tomáš Kubelka Matěj Kamenický Jana Knapová               | SK Praga Adéla Bogarová Jan Flašar Šimon Navrátil Martina Tichovská                       |
| MČR 2019 | Lokomotiva Pardubice, Pardubice              | OK 99 Hradec Králové Tereza Novotná Daniel Vandas Jan Petržela Denisa Kosová              | SK Severka Šumperk Anna Štičková Martin Poklop Vojtěch Král Tereza Janošíková               | SK Žabovřesky Brno Barbora Zháňalová Marek Minář Miloš Nykodým Adéla Indráková            |
| MČR 2020 | Lokomotiva Pardubice, Pardubice - Ohrazenice | TJ Slovan Luhačovice Martina Jirčáková Vojtěch Sýkora Jonáš Hubáček Vendula Horčičková    | OK 99 Hradec Králové Tereza Novotná Daniel Vandas Jan Petržela Denisa Kosová                | SK Severka Šumperk Anna Štičková Martin Poklop Marek Schuster Tereza Janošíková           |
| MČR 2021 | SK SKI-OB Šternberk, Litovel                 | OK Lokomotiva Pardubice Jana Peterová Martin Roudný Tomáš Kubelka Jana Knapová            | SK Severka Šumperk Anna Štičková Martin Poklop Vojtěch Král Tereza Janošíková               | TJ Slovan Luhačovice Michaela Dittrichová Jonáš Hubáček Vojtěch Sýkora Vendula Horčičková |
| MČR 2022 | OB Kotlářka, Tretra Praha, Praha - Stodůlky  | TJ Slovan Luhačovice Michaela Dittrichová Vojtěch Sýkora Jonáš Hubáček Vendula Horčičková | OK Lokomotiva Pardubice Jana Peterová Tomáš Kubelka Martin Roudný Jana Stehlíková           | SK Žabovřesky Brno Gabriela Hiršová Pavel Brlica Miloš Nykodým Adéla Finstrlová           |
| MČR 2023 | Orientační běh Opava, Opava                  | SK Severka Šumperk Anna Fürstová Martin Poklop Vojtěch Král Tereza Janošíková             | OK Lokomotiva Pardubice Jana Stehlíková Tomáš Kubelka Martin Roudný Jana Peterová           | OK Kamenice Lucie Semíková Vít Čech Jakub Glonek Tereza Čechová                           |
| MČR 2024 | TJ Spartak 1. Brněnská, Moravské Budějovice  | OK Lokomotiva Pardubice Michaela Srbová Tomáš Kubelka Martin Roudný Jana Peterová         | OOB TJ Slovan Luhačovice Michaela Dittrichová Martin Roháč Jonáš Hubáček Vendula Horčičková | OK Kamenice Anna Karlová Jan Gajda Jakub Glonek Lucie Semíková                            |